# Vittorio De Seta
Pour les articles homonymes, voir Seta.
Vittorio De Seta, né le 15 octobre 1923 à Palerme en Sicile et mort le 28 novembre 2011 à Sellia Marina, est un réalisateur de cinéma italien.

## Biographie
Après avoir entrepris des études d'architecture, Vittorio De Seta les interrompt pour devenir l'assistant du réalisateur français Jean-Paul Le Chanois (Le Village magique, 1955). Mais, il dirige surtout, à partir de 1954, une série de documentaires dans l'extrême Sud italien qui l'a vu naître. Il traverse la Calabre, la Sicile, la Sardaigne avec sa caméra 16 mm et en rapporte des témoignages à caractère ethnographique non dénués d'inspiration poétique. En 1958, Pastori di Orgosolo et Un giorno in Barbagia, tournés en Sardaigne, annoncent son premier long métrage Bandits à Orgosolo (1961) qui obtient un vif succès critique mais dont la diffusion commerciale demeurera limitée. « Il montre pour la première fois avec rigueur les problèmes des paysans pauvres amenés à devenir des hors-la-loi. En tournant Padre padrone, les Taviani se souviendront de la leçon de De Seta. ».
Loin de l'esprit de cette première réussite, proche du néoréalisme, les films suivants dévoileront des préoccupations pour la psychanalyse. Un homme à moitié (Un uomo a metà, 1966) et L'Invitée (L'invitata, 1970) décrivent les désarrois d'êtres humains à la croisée des chemins.
En 1973, il s'oriente vers la télévision : Diario di un maestro (Journal d'un instituteur), découpé en quatre épisodes, retient l'attention de quinze millions de téléspectateurs italiens.
Son ultime long métrage Lettere dal Sahara (2006) témoigne, au fil de son œuvre, d'une volonté documentaire permanente.
Au pavillon 7 de Cantieri Culturali della Zisa de Palerme, en 2012 est inaugurée une salle de cinéma de 500 places nommée d'après Vittorio De Seta, le  Cinema De Seta , et ils sont projetés entre autres, le cineforum de films français organisés par l'Institut français de Palerme.

## Documentaires
- 1954 : Lu tempu di li pisci spata
- 1954 : Isole di fuoco (it)
- 1955 : Sulfatera
- 1955 : Parabola d'oro
- 1956 : Pasqua in Sicilia
- 1956 : Contadini del mare
- 1958 : Pescherecci
- 1958 : Pastori a Orgosolo
- 1958 : Un giorno in barbagia
- 1959 : I dimenticati (it)
- 1993 : In Calabria (it)
- 2003 : Dedicato ad Antonino Uccello

## Filmographie partielle

### Cinéma

#### Comme réalisateur
- 1955 : Isole di fuoco (court métrage)
- 1955 : Pasqua in Sicilia (court métrage)
- 1955 : Surfarara (court métrage)
- 1955 : Lu tempu di li pisci spata (court métrage)
- 1958 : Pescherecci (court métrage)
- 1959 : I dimenticati (court métrage)
- 1961 : Bandits à Orgosolo (Banditi a Orgosolo)
- 1966 : Un homme à moitié (Un uomo a metà)
- 1969 : L'Invitée (L'invitata)
- 2003 : Dedicato ad Antonino Uccello (court métrage)
- 2006 : Lettres du Sahara (Lettere dal Sahara)
- 2008 : All Human Rights for All (segment Pentedattilo)
- 2008 : Articolo 23 (court métrage)

#### Comme producteur
- 1955 : Isole di fuoco de Vittorio De Seta (court métrage)
- 1955 : Lu tempu di li pisci spata de Vittorio De Seta
- 1956 : Sous le signe de la croix de Guido Brignone
- 1958 : Un giorno in Barbagia de Vittorio De Seta (court métrage)
- 1958 : Pescherecci de Vittorio De Seta (court métrage)
- 1959 : I dimenticati de Vittorio De Seta (court métrage)
- 1961 : Bandits à Orgosolo de Vittorio De Seta
- 1966 : Un homme à moitié de Vittorio De Seta

### Télévision

#### Comme réalisateur
- 1973 : Diario di un maestro (mini-série télévisée, 4 épisodes)
- 1974 : Un anno a Pietralata
- 1979-1980 : Quando la scuola cambia (mini-série télévisée, 4 épisodes)
- 1980 : Hong Kong, città di profughi (mini-série télévisée)
- 1981 : La Sicilia rivisitata (mini-série télévisée)
- 1983 : Un carnevale per Venezia (téléfilm)